# Rexwithius girardi
Rexwithius girardi är en spindeldjursart som beskrevs av Jacqueline Heurtault 1994. Rexwithius girardi ingår i släktet Rexwithius och familjen Withiidae. Inga underarter finns listade i Catalogue of Life.